# Henry West Breyer Sr. House
Henry West Breyer Sr. House, známý jako Haredith a nyní Cheltenham Township Municipal Building, je historický dům ve Elkins Park v Pensylvánii. Je umístěn na 8230 Old York Road.
Byl postaven v roce 1915 Henrym W. Breyerem Sr., majitelem Breyers Ice Cream a je 1 a 1/2 patrový, nepravidelného půdorysu, z kamene, v novokoloniálním stylu. Má verandu podporovanou čtyřmi dórskými sloupy. Na pozemku je také garáž. Dům koupil Cheltenham Township v roce 1956, a následně byl přestavěn na kanceláře.
V roce 2004 byl objekt zařazen do National Register of Historic Places.